# Karl von Harrach

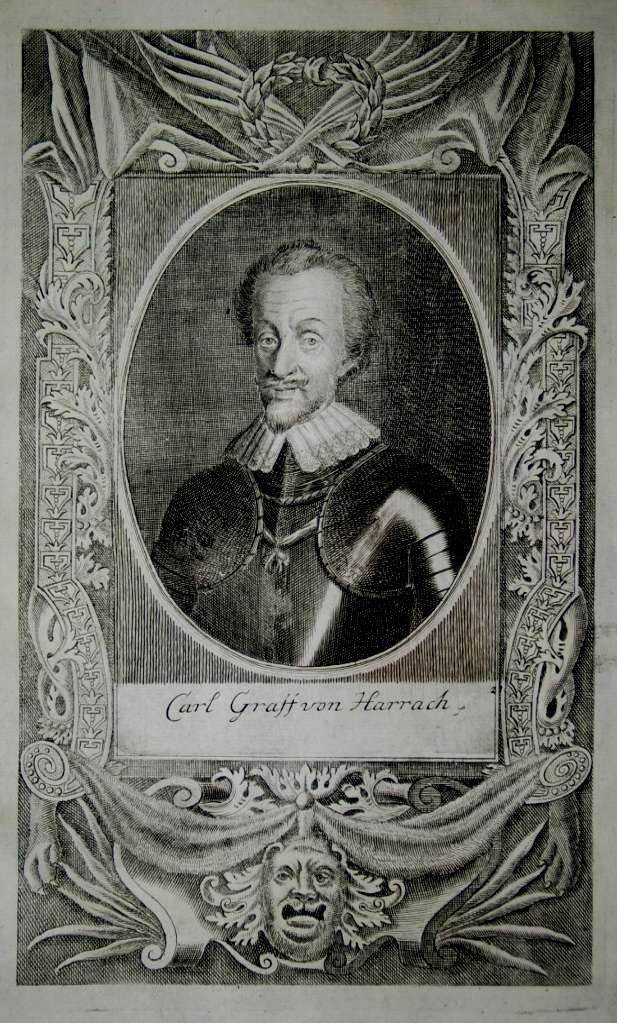
Karl von Harrach

Karl Leonhard von Harrach, ab 1627 Reichsgraf von Harrach zu Rohrau, Freiherr zu Prugg und Pürrhenstein, (* 1570 in Rohrau; † 25. Mai 1628 in Prag) war ein Berater Kaiser Ferdinands II. und Schwiegervater von dessen Generalissimus Wallenstein.

## Leben
Karl Freiherr, später Graf von Harrach entstammte dem Adelsgeschlecht Harrach. Er war ein Sohn des Leonhard IV. von Harrach und der Gräfin Maria Jacobe von Hohenzollern.
Nach seiner Studienzeit unternahm er mehrere Reisen durch Europa und wurde 1594 niederösterreichischer Regierungsrat und Oberstallmeister. Er diente ein Jahr in den Niederlanden, kehrte dann nach Österreich zurück, nahm an Feldzügen nach Ungarn teil und beriet beim Aufstand der oberösterreichischen Salinenarbeiter, beim Streit zwischen Kaiser Rudolph II. und dessen Bruder Matthias sowie beim Krieg gegen Venedig. Er sprach sich für die Wahl Ferdinands II. als Kaiser aus, wurde von ihm zum Geheimen Rat ernannt und erhielt nach dem Sieg in der Schlacht am Weißen Berg enteignete Güter in Böhmen.
Neben Hans Ulrich von Eggenberg zählte er in den 1620er Jahren zu den einflussreichsten Ratgebern des Kaisers. Von Harrach besuchte 1622 den Reichstag zu Regensburg und war ein Fürsprecher des bald zum Generalissimus avancierenden Albrecht Wenzel Eusebius von Waldstein bzw. von Wallenstein. Dieser ehelichte 1623 Harrachs Tochter Isabella Katharina. Harrachs Tochter Katharina heiratete Wallensteins Vetter Maximilian von Waldstein. Die jüngste Tochter Maximiliana wurde mit Adam Erdmann Graf Trčka vermählt. Von seinen fünf Söhnen stieg Ernst Adalbert von Harrach zum Erzbischof von Prag und später zum Kardinal auf.
Karl von Harrach starb am 25. Mai 1628 in Prag. Seine Familie erbte trotz eines geschlossenen Erbvertrags nach Wallensteins Ableben nur einen geringen Teil der wallensteinischen Güter.

## Familie
Karl von Harrach heiratete Maria Elisabeth von Schrattenbach, eine Tochter des Maximilian von Schrattenbach (* 1. August 1537, † 1618) und dessen Ehefrau Anna Grasswein. Sein Schwiegervater war seit 15. November 1587 Herr zu Heggenberg und Osterwitz und seit 24. Jänner 1598 Freiherr, Erzherzoglicher Geheimer Rat und Kämmerer, Hauptmann und Vizedom zu Cilli und seit 1598 Oberst-Erbland-Vorschneider in der Steiermark. Seine Schwiegermutter war eine Tochter des Ritters Wilhelm Grasswein auf Weyer und Orth und der Helene von Herberstein. Das Paar hatte mehrere Kinder:
- Maria Jakobea (* 1593; † Jung)
- Leonhard  (* 4. Juni 1594; † 30. Juni 1645) ⚭ 1620 Prinzessin Maria Franziska von Eggenberg (* 1607), Tochter von Hans Ulrich von Eggenberg
- Maximilian (* 1595; † Jung)
- Susanna (1597–1598)
- Ernst Adalbert (* 4. November 1598; † 25. Oktober 1667), Kardinal
- Katharina (* 10. November 1599; † 22. August 1640) ⚭ 1618 Graf Maximilian von Waldstein († 18. Februar 1655), Eltern von Karl Ferdinand von Waldstein
- Maria Elisabeth Theresia Katharina, genannt Isabella Katharina (* 28. September 1601; † 23. März 1655) ⚭ 1623 Albrecht von Waldstein (Wallenstein) († 25. Februar 1634)
- Konstantia (* 1604), Nonne in Wien
- Franziska (* 1607; † Jung)
- Maria Maximiliana (1608–1662)

⚭ 1627 Graf Adam Erdmann Trčka von Lípa († 25. Februar 1634)
⚭ Graf Johann Wilhelm von Schärffenberg
- Otto Friedrich (* 2. September 1610; † 7. Mai 1639) ⚭ 1635 Lavinia Gonzaga (* 14. Oktober 1607; † 7. Mai 1639), Tochter von Camillo II. Gonzaga di Novellara
- Johann Karl (* 1612; † 1634)
- Franz Albert (* 1614; † 1666) ⚭ Freiin Anna Magdalena Jörger von Tollet (* 12. September 1619)
- Maximilian (* 1615; † 1633)